# 후지시로정
후지시로정(藤代町)은 이바라키현  남부에 위치했던 기타소마군에 속했던 정이다. 

## 역사
- 1955년 2월 21일 - 소마정, 산노촌, 로쿠고촌, 다카스촌이 일부를 합병, 쓰쿠바군 구가촌의 일부를 합병해 성립하였다.(다카스 촌의 잔부는 류가사키 시에, 쿠가 촌의 잔부는 쓰쿠바 군 이나 촌(현 쓰쿠바 미라이 시)에 각각 편입).마을 이름의 유래는 후지요슈쿠에서 유래되었다.
- 1977년 10월 31일 - 동사무소 청사 신축 이전.이전 전에는 현재의 후지시로 공민관 자리에 있었으며, 그곳은 원래 후지시로 본진이 있던 자리이다
- 1981년 8월 24일 - 태풍 코가이 강이 붕괴되어 마을의 광범위한 지역에서 피해를 입었다.
- 2005년 3월 28일 - 도리데시에 편입해 소멸하였다.

## 교통

### 철도
- 동일본 여객철도 조반선

### 도로
- 국도 제6호선